# Крепсакан
Крепсакан — небольшая гора (781 м) хребта Крыктытау в Башкортостане.

## Общие сведения
Местные жители называют гору «Корэкк-сыккан».
Гора является частью отрога Крыктов хребта Крыктытау, примыкающего к горе Кушай. Под горой Крепсакан — развалины фермы и загон.
Возле подошвы горы с северной стороны начинается река Юкали. С южной стороны протекает река Сатраелга.